# F1 22
Az F1 22 a Codemasters által fejlesztett és az EA Sports által kiadott versenyzős videójáték. Ez a Codemasters F1-sorozatának tizenharmadik darabja. A játék a 2022-es Formula–1 és Formula–2 bajnokság hivatalos licencével rendelkezik. A játék Microsoft Windowsra, PlayStation 4-re, PlayStation 5-re, Xbox One-ra és Xbox Series X/S-re jelent meg 2022. július 1-jén. Az EA Origin platformján is debütált, mint az EA fő platformján, az EA Desktop alkalmazásban, valamint az Epic Games Store-ban is játszható. A korábbi bejegyzésekben a Steam volt az egyetlen platform, amely PC-s játékosok számára elérhető volt. A játék többnyire pozitív kritikákat kapott a kritikusoktól, a legtöbb kritika a korábbi játékokhoz képest az innováció hiányát és az új "F1 Life" módot érte.

## Játékmenet
A 2022-es Formula–1 világbajnokság új technikai szabályainak köszönhetően az F1 22 új autómodelleket tartalmaz, frissített fizikával. A játék frissített pályalistát is tartalmaz, beleértve a spanyol nagydíjhoz a Circuit de Barcelona-Catalunya, az abu-dzabi nagydíjhoz, a Yas Marina Circuit és az ausztrál nagydíjhoz az Albert Park Circuit módosított pályáit, valamint az új Miami International Autodrome-ot az új miami nagydíjhoz. A portugál nagydíjnak otthont adó Algarve International Circuit, valamint a kínai nagydíjnak otthont adó Sanghaji International Circuit később egy frissítéssel került be a játékba.
A sportág újdonsága, a Formula–1 magyar nagydíj-es sprintek is szerepelnek a játékban. Az F1 22 adaptív mesterséges intelligenciával rendelkezik, amely a játékosok teljesítményének megfelelően állítja be az AI autók tempóját, hogy a játékosok versenyről versenyre versenyképesek legyenek. A játék bevezet egy személyre szabható, F1 Life nevű hub módot is, amelyben a játékosok szuperautókat, ruházatokat és kiegészítőket gyűjthetnek. Megerősítették, hogy a játék támogatja a virtuális valóságot PC-n az Oculus Rift vagy a HTC Vive virtuális valóság headseteken keresztül. Az F1 22 emellett magával ragadó közvetítési lehetőségeket is kínál, amelyeket a televíziós Formula–1 magyar nagydíj-es közvetítések mintájára terveztek, valamint interaktív boxkiállások.
Az EA és a Codemasters a "Pirelli Hot Laps"-al a szuperkocsikat is hozzáadta az F1-hez, amely az új „F1 Life” módban érhető el.

## Fejlesztés és kiadás
Az F1 22-t 2022. április 21-én mutatták be, és a Codemasters és az EA Sports is visszatér a játékhoz. Ez a 2022-es Formula–1 és Formula–2 bajnokság hivatalos videojátéka, a Frontier Developments F1 Manager 2022-je mellett. A játék 2022. július 1-jén jelent meg Microsoft Windows, PlayStation 4, PlayStation 5, Xbox One és Xbox Series X/S platformokra a Steamen, az Epic Games Store-on és az Originen keresztül, azaz a 2022-es Brit Nagydíj hétvégéjén lesz. A játék Champions Edition kiadása három nappal korábban, 2022. június 28-án jelent meg.

## Fogadtatás
| Összegzőoldal | Értékelés                           |
| ------------- | ----------------------------------- |
| Metacritic    | PC: 81/100 PS5: 79/100 XSXS: 81/100 |

| Szerző                 | Értékelés |
| ---------------------- | --------- |
| Eurogamer              | Ajánlott  |
| GameSpot               | 7/10      |
| Hardcore Gamer         | 4.5/5     |
| HobbyConsolas          | 84/100    |
| IGN                    | 8/10      |
| Jeuxvideo.com          | 16/20     |
| PC Gamer (US)          | 84/100    |
| PCGamesN               | 7/10      |
| Push Square            | [ 24 ]    |
| Shacknews              | 8/10      |
| The Games Machine (IT) | 8.2/10    |
| The Guardian           | [ 27 ]    |

Az F1 22 "általában kedvező" értékeléseket kapott a Metacritic kritika-gyűjtő szerint.
Az Eurogamer dicsérte a Codemasters által alkalmazott szimulációs elemeket, például a dinamikus időjárást, és a pórul járás kizárása mellett írt, de a játékot "túlságosan ismerősnek" és "túlságosan felfújtnak" nevezte, és azt írta, hogy "van egy olyan érzésem, hogy a 2022-es szabályok ugyanannyi problémát hoztak, mint amennyit javították, és az új szabályrendszer pozitív hatása még évekig nem lesz igazán látható."  A GameSpot dicsérte a megnövekedett szintű játékosügynökséget, az asszisztencia beállítások sokaságát és a Formula–1 új korszakának hiteles újraalkotását, de kritizálta az iteráció hiányát, az üres F1 Life módot és a mikrotranzakciók beépítését. Az IGN-nek tetszett a Formaula-1-es sprint versenyformátumának beépítése, a virtuális valóság támogatás, és az, hogy megfiatalítja a franchise stagnáló elemeit, de kritizálta a "szürke" F1 Life módot, amely az elődök Braking Point módját helyettesíti. A monetizációval kapcsolatban az oldal azt írta: "Valószínűleg az idők szomorú jele, hogy míg a korábbi Formula–1-es játékok a sportág történetének ikonikus autói mutatták be, addig az F1 22-ben a... dizájner szőnyegek, társalgók és lámpák széles választékát találjuk."  A PC Gamer dicsérte a valós helyezések frissítését, a sprintversenyeket, a képességfa-rendszert, a sérülésmodelleket és a játékosok gazdag választási lehetőségét, de kritizálta az elöregedett grafikát, az inkonzisztens AI-t, a konzolos irányítást és a szuperautók hiányos hozzáadását, ugyanakkor megjegyezte, hogy "Az F1 2014 óta nem éreztem ennyire feleslegesnek az éves megjelenést."
A PCGamesN  úgy találta, hogy "eltompult [az F1 22 ] varázsa", és sajnálkozott a "halmozott fáradtság miatt, amiért már annyiszor átéltem ezt az élményt az előző verziókban, és az F1 22-ben olyan kevés új, értelmes tartalom van, ami enyhíti ezt."  A Polygon megállapította, hogy "az F1 22 nem [egy átalakító mű], de nem is kellett annak lennie – az új autók létrehozása, és az organikus kihívás, hogy megtanulják, hogyan vezessük őket a határon, elég átalakulás volt." A Push Square dicsérte a minőségi kezelhetőséget, a jó látványt, a mély karriermódokat, az újszerű szuperautókat és a robusztus testreszabást, miközben kritizálta a számos hibát, bugokat és képernyőszakadást, valamint az öregedő játékmotort és a tartalmatlan F1 Life módot.  A Shacknews dicsérte a felújított versenypályákat, az új pályákat, a remixelt hangot, az új kommentárt, a VR-támogatást, valamint az új szabályok és az autótervek integrálását, de nem tetszett a szuperautók "szörnyű" érzése, a nehéz AI és az állandó sorozatproblémák.  A The Guardian 3/5 csillagot adott a játéknak, és azt írta: "Az F1 22 technikailag lenyűgöző, és ez, valamint a lehetőség, hogy az idei autókkal az idei pályákon vezethetünk, ellenállhatatlanná kell, hogy tegye a Formula–1-es rajongók számára. Feltéve, ha sikerül figyelmen kívül hagyniuk az égbekiáltó F1-Life ot."
A játék az Egyesült Királyság eladási listáinak élén végzett.

## Fordítás
Ez a szócikk részben vagy egészben  a   F1 22 című angol Wikipédia-szócikk ezen változatának fordításán alapul.  Az eredeti cikk szerkesztőit annak laptörténete sorolja fel. Ez a jelzés csupán a megfogalmazás eredetét és a szerzői jogokat jelzi, nem szolgál a cikkben szereplő információk forrásmegjelöléseként.